# ATP Challenger Chartres
Der ATP Challenger Chartres (offiziell: Chartres Challenger) war ein Tennisturnier, das 1986 einmal in Chartres, Frankreich, stattfand. Es gehörte zur ATP Challenger Tour und wurde im Freien auf Sand gespielt.

## Liste der Sieger

### Einzel
| Jahr | Sieger      | Finalgegner  | Ergebnis |
| ---- | ----------- | ------------ | -------- |
| 1986 | Horst Skoff | Víctor Pecci | 6:4, 6:3 |

### Doppel
| Jahr | Sieger                        | Finalgegner                      | Ergebnis |
| ---- | ----------------------------- | -------------------------------- | -------- |
| 1986 | Javier Frana Gustavo Guerrero | Mansour Bahrami Éric Winogradsky | 6:2, 6:4 |